# Werner Rackwitz

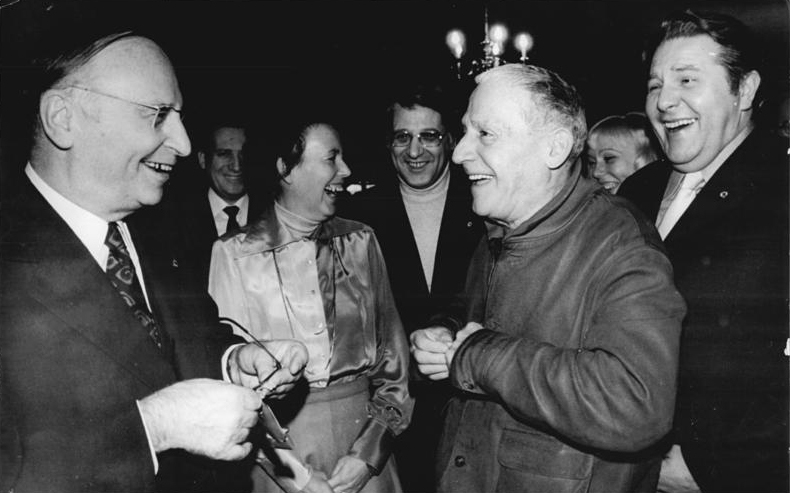
Kurt Hager, Ruth Berghaus, Werner Rackwitz, Paul Dessau und Hans-Joachim Hoffmann (v. l. n. r.) bei einem Solidaritätskonzert für Paul Dessau im Berliner Ensemble (Dezember 1974)

Werner Rackwitz (* 3. Dezember 1929 in Breslau; † 14. März 2014 in Berlin) war ein deutscher Opernintendant, Kulturpolitiker und SED-Funktionär.

## Leben
Rackwitz begann zunächst ein Klavierstudium bei Sigfrid Grundeis an der Hochschule für Musik Halle. Dann wechselte er zu Musikwissenschaften an der Martin-Luther-Universität (MLU) Halle-Wittenberg, wo er ab 1957 als Assistent tätig war. 1963 erfolgte seine Promotion zum Dr. phil. Von 1963 bis 1969 war er Leiter der Abteilung Musik im Ministerium für Kultur der DDR und von 1969 bis 1981 Stellvertreter des Ministers für Kultur. 1976 wurde Rackwitz zum Dr. sc. phil. promoviert.
1981 trat er die Nachfolge von Joachim Herz als Intendant der Komischen Oper in Berlin an, wo es zur Zusammenarbeit mit Chefregisseur Harry Kupfer, Generalmusikdirektor Rolf Reuter und Chefchoreograf Tom Schilling kam. Unter seiner Führung entwickelte sich der Countertenor Jochen Kowalski zum internationalen Star. Rackwitz ermöglichte Inszenierungen, die als kritisches Musiktheater über die Grenzen Berlins hinaus Beachtung fanden. Kritiker warfen ihm dagegen vor, „SED-Kulturpolitik nach unten durchgesetzt“ zu haben. Im Januar 1994 bat er den parteilosen Berliner Kultursenator Ulrich Roloff-Momin wegen „politischer Diffamierungen“ um die vorzeitige Auflösung seines Vertrags, obwohl eine Personalversammlung der Oper ihm noch im Herbst 1992 das Vertrauen ausgesprochen hatte. Sein Nachfolger als Intendant wurde der damalige Betriebsdirektor der Kölner Oper, Albert Kost. Harry Kupfer erhielt den Status eines Operndirektors.

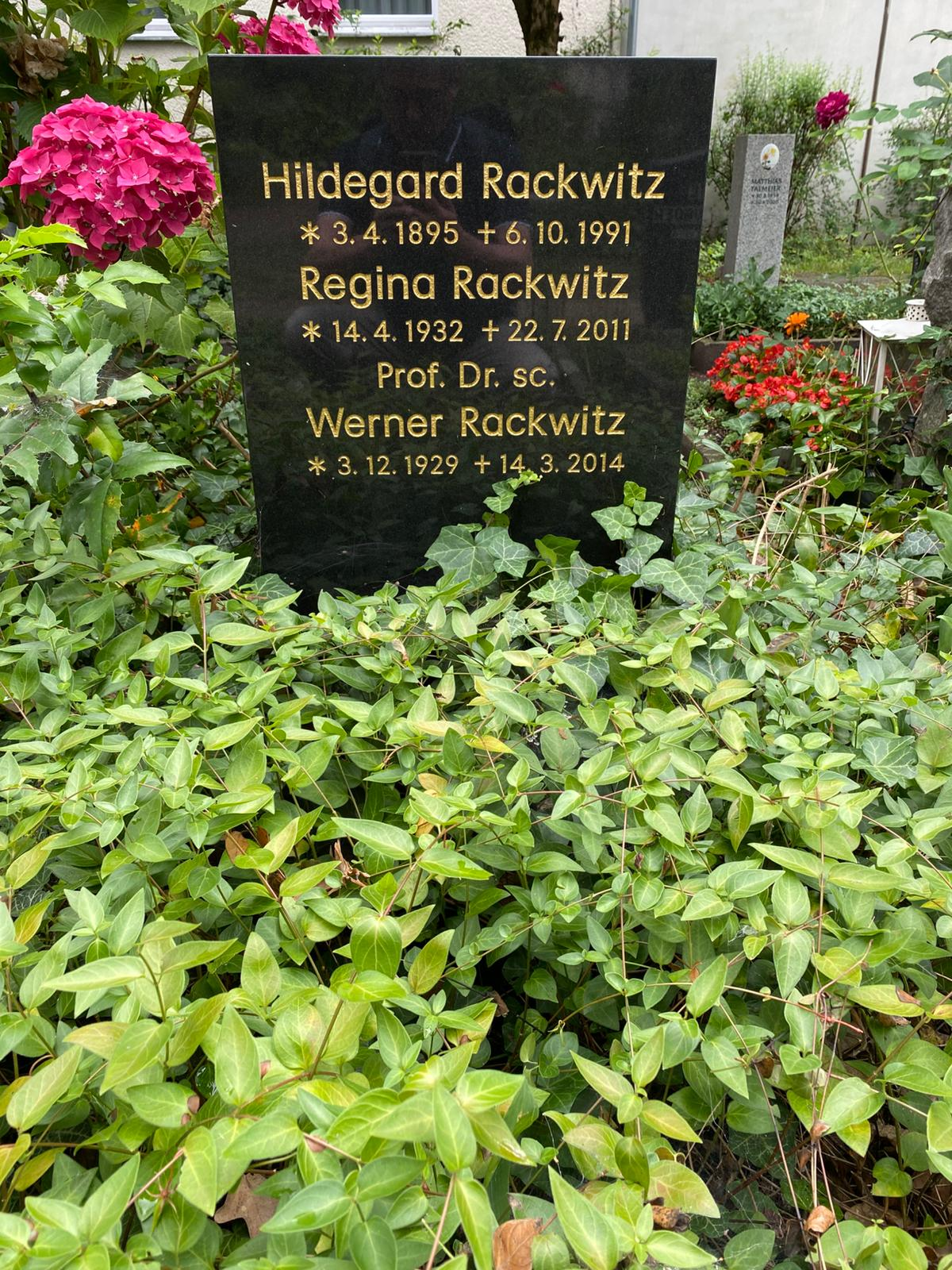
Grabstätte

Neben seiner Tätigkeit als Opernintendant war er auch weiterhin politisch aktiv und engagierte sich in verschiedenen kulturellen Organisationen. Weitere Stationen seiner politischen Laufbahn waren die Berliner Stadtverordnetenversammlung, der er als Abgeordneter seit Juni 1981 angehörte und die SED-Bezirksleitung Berlin, deren Mitglied er seit 1984 war.
Zudem war er Mitglied des Zentralvorstands und des Präsidiums des Verbands der Komponisten und Musikwissenschaftler der DDR, des Vorstands der Georg-Friedrich-Händel-Gesellschaft, des Musikrats der DDR und der Internationalen Gesellschaft für Musikwissenschaft. Zugleich war er als Honorarprofessor für Musikwissenschaften an der MLU Halle-Wittenberg tätig und lehrte ab 1986 an der Hochschule der Künste in Berlin.
Im Februar 1994 trat Rackwitz in den Ruhestand. Er starb am 14. März 2014 nach kurzer, schwerer Krankheit in Berlin und wurde auf dem Friedhof der Dorotheenstädtischen und Friedrichswerderschen Gemeinden beigesetzt.

## Auszeichnungen
- 1963: Händelpreis des Bezirkes Halle
- 1971: Vaterländischer Verdienstorden in Bronze[2]
- 1984: Vaterländischer Verdienstorden
- 1989: Stern der Völkerfreundschaft in Gold[3]

## Publikationen
- mit Helmut Steffens: Georg Friedrich Händel. Persönlichkeit, Umwelt, Vermächtnis., VEB Deutscher Verlag für Musik, Leipzig 1962
- Geschichte und Gegenwart der Hallischen Händel-Renaissance / Teil 1: 1809–1929. Händelhaus, Halle an der Saale 1977
- Geschichte und Gegenwart der Hallischen Händel-Renaissance / Teil 2: 1929–1976. Händelhaus, Halle an der Saale 1979
- Georg Philipp Telemann – Singen ist das Fundament zur Music in allen Dingen. Eine Dokumentensammlung. Philipp Reclam jun., Leipzig 1981, 1985.

### Beteiligungen
- Il caro sassone, Georg Friedrich Händel : Lebensbeschreibung in Bildern. VEB Deutscher Verlag für Musik, Leipzig 1986
- Il caro sassone, Georg Friedrich Händel : Lebensbeschreibung in Bildern. 2. aktualisierte Auflage. VEB Deutscher Verlag für Musik, Leipzig 1988